# Athens (Virginia Occidentale)
Athens è un comune degli Stati Uniti d'America, situato nello Stato della Virginia Occidentale, nella contea di Mercer.